# Xystropeltis
Xystropeltis es un género de mantis de la familia Mantidae.

## Especies
Las especies de este género son:
- Xystropeltis lankesteri
- Xystropeltis meridionalis
- Xystropeltis quadrilobata